# Ritratto di re Carlo I e della regina Enrichetta Maria
Il dipinto, uno dei primi eseguito da Antoon van Dyck durante il suo soggiorno inglese, raffigura il re d'Inghilterra Carlo I assieme alla moglie Enrichetta Maria. Il ritratto sostituì quello realizzato da Daniel Mytens, che non era piaciuto al re.